# Arrhenophanes volcanica
Arrhenophanes volcanica là một loài bướm đêm thuộc họ Arrhenophanidae. Nó được tìm thấy ở much of the lowland Neotropical Region, from the Mexican state of Veracruz to Rio Grande do Sul in miền nam Brasil. Nó không hiện diện ở West Indies.
Chiều dài cánh trước là 11–16 mm đối với con đực and 16–22 mm đối với con cái. Con trưởng thành loài này được thu thập quanh năm.